# Eumerus albifacies
Eumerus albifacies är en tvåvingeart som beskrevs av Keiser 1971. Eumerus albifacies ingår i släktet månblomflugor, och familjen blomflugor.
Artens utbredningsområde är Madagaskar. Inga underarter finns listade i Catalogue of Life.